# Svenska mästerskapen i längdskidåkning 1937
Svenska mästerskapen i längdskidåkning 1937 arrangerades i Örnsköldsvik.

## Medaljörer, resultat

### Herrar
| Gren              | Guld                                                                | Guld                                                                | Guld    | Silver                                                               | Silver                                                               | Silver  | Brons                                                              | Brons                                                              | Brons   |
| 15 km             | Martin Matsbo                                                       | Hudiksvalls IF                                                      | 1:03:36 | John Berger                                                          | Porjus IF                                                            | 1:03:54 | Alvar Hägglund                                                     | Skellefteå                                                         | 1:04:52 |
| 30 km             | Sven Hansson                                                        | Lima IF                                                             | 2:15:36 | Alfred Dahlqvist                                                     | Håsjö SK                                                             | 2:15:39 | Arthur Häggblad                                                    | IFK Umeå                                                           | 2:15:43 |
| 50 km             | Arthur Häggblad                                                     | IFK Umeå                                                            | 4:00:04 | Mauritz Brännström                                                   | Norsjö IF                                                            | 4:01:03 | Gösta Zakrisson                                                    | Sandviks IK                                                        | 4:02:16 |
| Stafett 3 x 10 km | Hudiksvalls IF (Herbert Sehlberg, Nils Englund, Martin Matsbo)      | Hudiksvalls IF (Herbert Sehlberg, Nils Englund, Martin Matsbo)      | 1:34:04 | Jokkmokks IF (Sigurd Nilsson, Bertil Gustavsson, Torsten Gustavsson) | Jokkmokks IF (Sigurd Nilsson, Bertil Gustavsson, Torsten Gustavsson) | 1:34:05 | IF Friska Viljor (John Sjöberg, Hjalmar Engblom, Donald Johansson) | IF Friska Viljor (John Sjöberg, Hjalmar Engblom, Donald Johansson) | 1:34:57 |
| Lagtävling 15 km  | Hudiksvalls IF (Martin Matsbo, Herbert Sehlberg, Nils Englund)      | Hudiksvalls IF (Martin Matsbo, Herbert Sehlberg, Nils Englund)      |         | Skellefteå SK (Alvar Hägglund, Axel Wikström, ?)                     | Skellefteå SK (Alvar Hägglund, Axel Wikström, ?)                     |         | IFK Umeå (Arthur Häggblad, G. Jonsson, Thule Persson)              | IFK Umeå (Arthur Häggblad, G. Jonsson, Thule Persson)              |         |
| Lagtävling 30 km  | Salsåkers-Ullångers IF (Frans Nyberg, Helge Wiklund, Ragnar Nyberg) | Salsåkers-Ullångers IF (Frans Nyberg, Helge Wiklund, Ragnar Nyberg) |         | Väja-Dynäs (Bertil Melin, Axel Danielsson, Gunnar Myhrgren)          | Väja-Dynäs (Bertil Melin, Axel Danielsson, Gunnar Myhrgren)          |         | IFK Umeå (Arthur Häggblad, Evert Jonsson, Thule Persson)           | IFK Umeå (Arthur Häggblad, Evert Jonsson, Thule Persson)           |         |
| Lagtävling 50 km  | Husums IF (David Nordström, Gustaf Hallin, Nils Norgren)            | Husums IF (David Nordström, Gustaf Hallin, Nils Norgren)            |         | Lycksele IF (Ivan Lindgren, Gösta Lindgren, John Lindgren)           | Lycksele IF (Ivan Lindgren, Gösta Lindgren, John Lindgren)           |         | Uppgift saknas                                                     | Uppgift saknas                                                     |         |

### Damer
| Gren             | Guld                                                                        | Guld                                                                        | Guld  | Silver                                                           | Silver                                                           | Silver | Brons                                                          | Brons                                                          | Brons |
| 10 km            | Sonja Olofsson                                                              | Koskullskulle IF                                                            | 44:13 | Lilly Söderlund                                                  | Trångsvikens IF                                                  | 44:18  | Sigrid Nilsson-Wikström                                        | Trångsvikens IF                                                | 44:35 |
| Lagtävling 10 km | Trångsvikens IF (Lilly Söderlund, Sigrid Nilsson-Wikström, Kerstin Nilsson) | Trångsvikens IF (Lilly Söderlund, Sigrid Nilsson-Wikström, Kerstin Nilsson) |       | Koskullskulle IF (Sonja Olofsson, Dagny Olofsson, Thyra Larsson) | Koskullskulle IF (Sonja Olofsson, Dagny Olofsson, Thyra Larsson) |        | Selångers SK (Margit Åsberg, Sigrid Henriksson, Karin Näslund) | Selångers SK (Margit Åsberg, Sigrid Henriksson, Karin Näslund) |       |

### Webbkällor
- Svenska Skidförbundet